# María Teresa Sosa
María Teresa Sosa Ávila (12 tháng 7 năm 1930 – 1 tháng 10 năm 2018)  là một chính trị gia Guatemala. Bà là góa phụ của Tổng thống Guatemala Efraín Ríos Montt và mẹ của Zury Ríos. Bà là ứng cử viên cho chức Tổng thống cho Mặt trận Cộng hòa Guatemala trong cuộc bầu cử năm 1995. Ứng cử viên của bà đã bị Cơ quan đăng ký công dân bãi bỏ, vì bà không thể được bầu vào vị trí theo lệnh cấm rõ ràng có trong điều 186, tiểu mục c) của Hiến pháp Guatemala. Bà đã thành công với tư cách là ứng cử viên của đảng của mình bởi Alfonso Portillo, người sau đó đã giành chiến thắng trong cuộc bầu cử năm 1999.
Sosa qua đời tại nhà ở thành phố Guatemala vào ngày 1 tháng 10 năm 2018 do nguyên nhân tự nhiên, sáu tháng sau cái chết của chồng. Bà đã 88 tuổi.